# Franz Mozart (sochař)

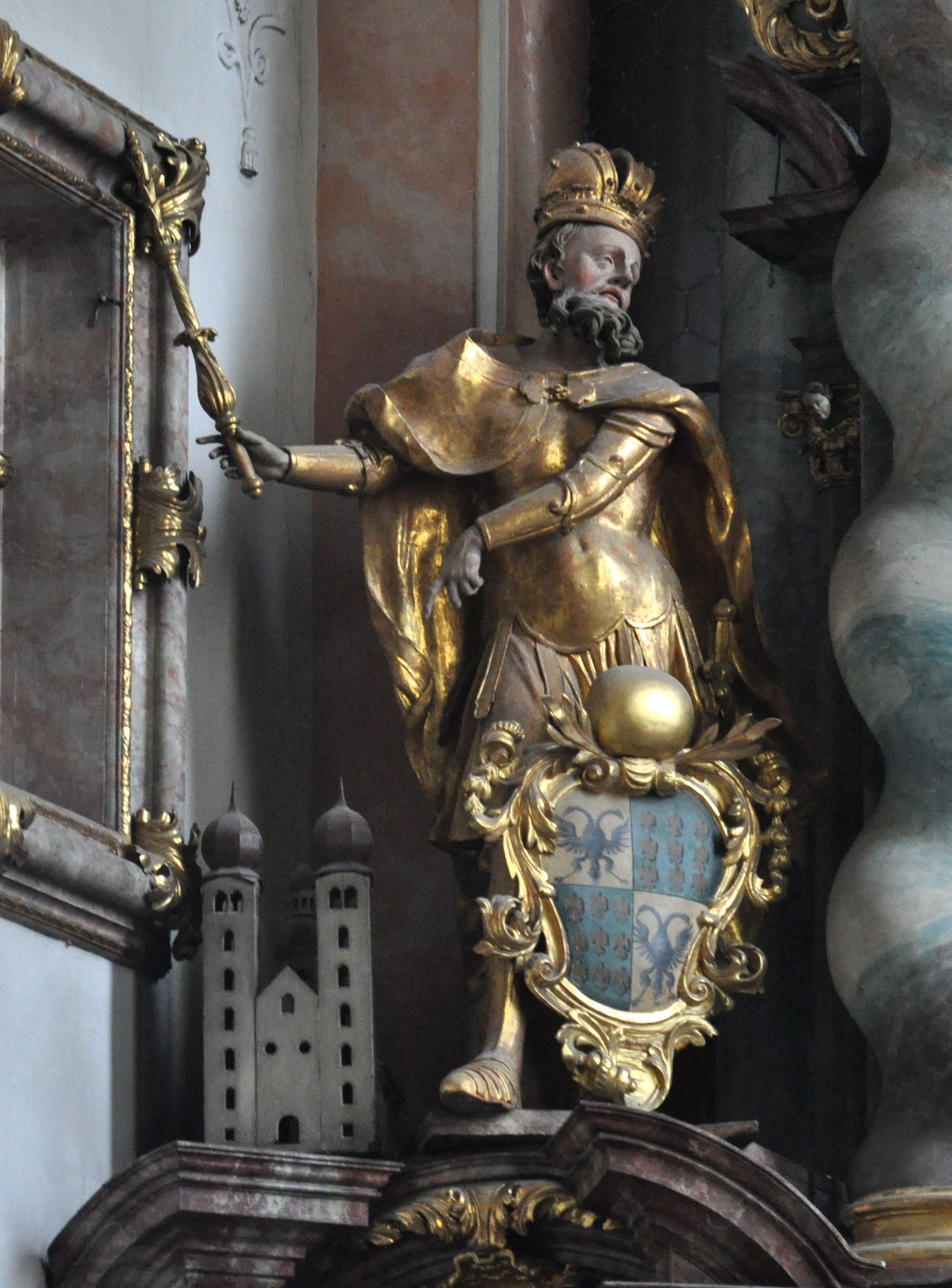
Socha Karla Velikého od sochaře Franze Mozarta v kostele v Metten.

Franz Mozart či Mutzhart (křtěný 3. října 1681 Augsburg – 31. března 1732 Straubing) byl německý sochař působící ve Straubingu a syn Franze Mozarta, augsburského zedníka a stavitele, pradědečka Wolfganga Amadea Mozarta a člena umělecké rodiny Mozartů.

## Život
Vyrůstal ve Fuggerei, ale o jeho učňovském studiu v Augsburgu se nedochovaly žádné zdroje. Předpokládá se, že po otcově brzké smrti pobýval se svým strýcem a sochařem Johannem Michaelem Mozartem ve Vídni. Kolem roku 1706 se přestěhoval do Straubingu a oženil se s Annou Marií (1661–1734), vdovou po Hannsi Georgu Fuxovi, který byl o dvacet let starší než on, a získal jeho sochařskou licenci, čímž se stal jediným měšťanským sochařem ve městě. K němu následně směřovala většina zakázek z farnosti sv. Jakuba ve Straubingu.
Zemřel ve věku 50 let a byl pohřben u basiliky svatého Petra ve Straubingu. Jeho povinnosti městského sochaře převzal Simon Hofer (1683–1749), který se oženil s Mozartovou nevlastní dcerou.